# Gerlinde Kaupa
Gerlinde Kaupa (* 27. Dezember 1952 in Roding) ist eine deutsche Politikerin.
Kaupa war von 1980 bis 1988 Inhaberin eines Fahrradgeschäftes und anschließend bis 2000 Mitinhaberin eines Ingenieurbüros. Seit 1989 ist sie Mitglied der CSU. Von 2002 bis 2005 war sie Mitglied des Deutschen Bundestags. Im Januar 2003 wurde sie zur Drogenbeauftragten der CDU/CSU-Fraktion ernannt und löste damit Hubert Hüppe ab. Schwerpunkte ihrer drogenpolitischen Arbeit lagen auf der Prävention und Prohibition. Bei der Bundestagswahl im September 2005 trat sie als Kandidatin der Landesliste an, verfehlte jedoch den Wiedereinzug in den Bundestag. Kaupa ist verwitwet und hat vier Kinder.